# Skewes' tal
 "Skewes" omdirigeres hertil. For matematikeren, se Stanley Skewes.
Skewes' tal er det mindste heltal for hvilke π (x)> li (x), hvor π (x) er antallet af primtal mindre end x, og li (x) er det logaritmiske integral {\displaystyle li(x)=\int _{0}^{x}{dt \over \ln(t)}}. Bemærk at udtrykket under integraltegnet har diskontinuitetspunktet 1.
| Matematik | Spire Denne artikel om matematik er en spire som bør udbygges. Du er velkommen til at hjælpe Wikipedia ved at udvide den. |